# Öga
Die öga ist eine Schweizer Fachmesse für  Garten-, Obst- und Gemüsebau in Oeschberg/Koppigen im nördlichen Kanton Bern. Sie gilt als bedeutendste Messe der grünen Branche in der Schweiz. 
Die öga wurde erstmals am 22. Juni 1961 auf dem Gelände der kantonalen Gartenbauschule Oeschberg durchgeführt, wo sie bis heute stattfindet. Initianten waren der Berater des Verbandes Schweizer Gärtnermeister Walter Liebi und der damalige Direktor der Gartenbauschule, Waldemar Meier. Bereits im ersten Jahr kamen 75 Aussteller und 1000 Besucher. In erster Linie wurden Fräsen, Kleintraktoren und Rasenpflegemaschinen gezeigt, die schon damals auch in Aktion vorgeführt wurden. Überdachte Flächen gab es noch nicht.
Seit 1962 findet die öga alle zwei Jahre in geraden Jahren drei Tage lang in der Woche 26 (Ende Juni) statt. Gemeinsamer Veranstalter sind drei der auf dem Oeschberg angesiedelten Institutionen: die Gartenbauschule, der Beratungsdienst des JardinSuisse Unternehmerverband Gärtner Schweiz (hervorgegangen aus dem VSG) und die Schweizerische Zentrale für Gemüsebau und Spezialkulturen.
Die Nettoausstellungsfläche ist in mehrere Branchensektoren aufgeteilt und umfasst 37000 Quadratmeter, davon 6000 überdacht. Im Schnitt sind heute 450 bis 500 Aussteller vertreten. Die öga 2012 wurde von mehr als 24000 Personen besucht, davon waren drei Viertel Fachbesucher, sie gehörten gut zur Hälfte dem Bereich Garten- und Landschaftsbau/Planung an.